# Церква Покрови Пресвятої Богородиці (Медова)
Церква Покрови Пресвятої Богородиці в Медовій — парафія і храм греко-католицької громади Козлівського деканату Тернопільсько-Зборівської архієпархії Української греко-католицької церкви в селі Медова Тернопільського району Тернопільської области.

## Історія церкви
Згідно з написом на кам'яному хресті на церковному подвір'ї, парафія в селі Медова заснована у 1889 році.
Історичні джерела вказують, що в селі існувала дерев'яна церква, яка згоріла від блискавки у 1914 році. У 1917—1918 роках віряни придбали та перевезли дерев'яний храм із села Якторів Золочівського району Львівської області. Ця церква стоїть у Медовій і донині. Її освятили у 1939 році, а у 1961 році, за свідченнями жителів, виконали художній розпис.
У 1962 році радянська влада закрила храм і використовувала його як колгоспний склад до 1989 року. У тому ж році церкву повернули вірянам, але вона підпорядковувалася РПЦ до 1990 року.
Знаковою подією для парафії стала канонічна візитація митрополита Тернопільсько-Зборівського Василія Семенюка 30 вересня 2010 року. Він освятив престол, який пожертвував Ярослав Гуменний, та очолив архиєрейську Божественну літургію.
У 2003 році при церкві створили Марійську дружину.
До сакрального архітектурного ансамблю парафії входять дерев'яна церква, дзвіниця, капличка Матері Божої, а також один дерев'яний та два кам'яні хрести.

## Парохи
- о. Василій Курилас,
- о. Петро Сосенко,
- о. Антін Радомський,
- о. Мар'ян Оберлейтнер (1989—2007),
- о. Василь Баглей (2007—2012),
- о. Андрій Гураль (з 22 січня 2013).